# Mosquió (escriptor segle II)
Mosquió, en llatí Moschion, en grec antic Μοσχίων, fou un escriptor grec.
Va escriure un breu tractat en grec titulat  Περὶ τῶν Γυναικείων Παθῶν, De Mulierum Passionibus, compost en forma de preguntes i respostes i encara que és un llibre petit, és interessant i conté un material valuós. L'original se suposa, l'hauria escrit en llatí i la traducció en grec, feta per un autor tardà, és l'única que es conserva. Hauria viscut vers el segle ii, ja que Sorà el menciona. Podria ser que fos el mateix personatge que Mosquió, el metge del mateix nom.